# Притон

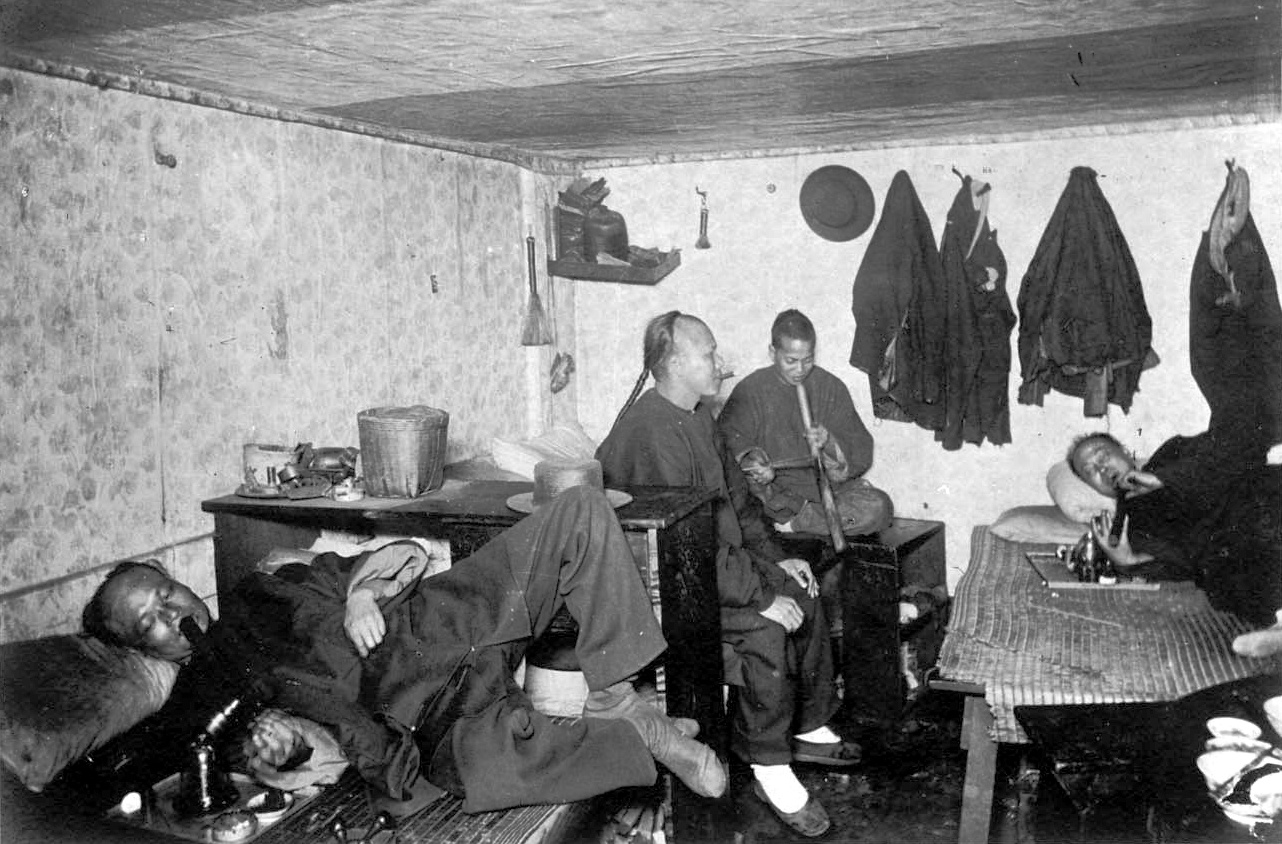
Опиумный притон в Сан-Франциско (XIX век)

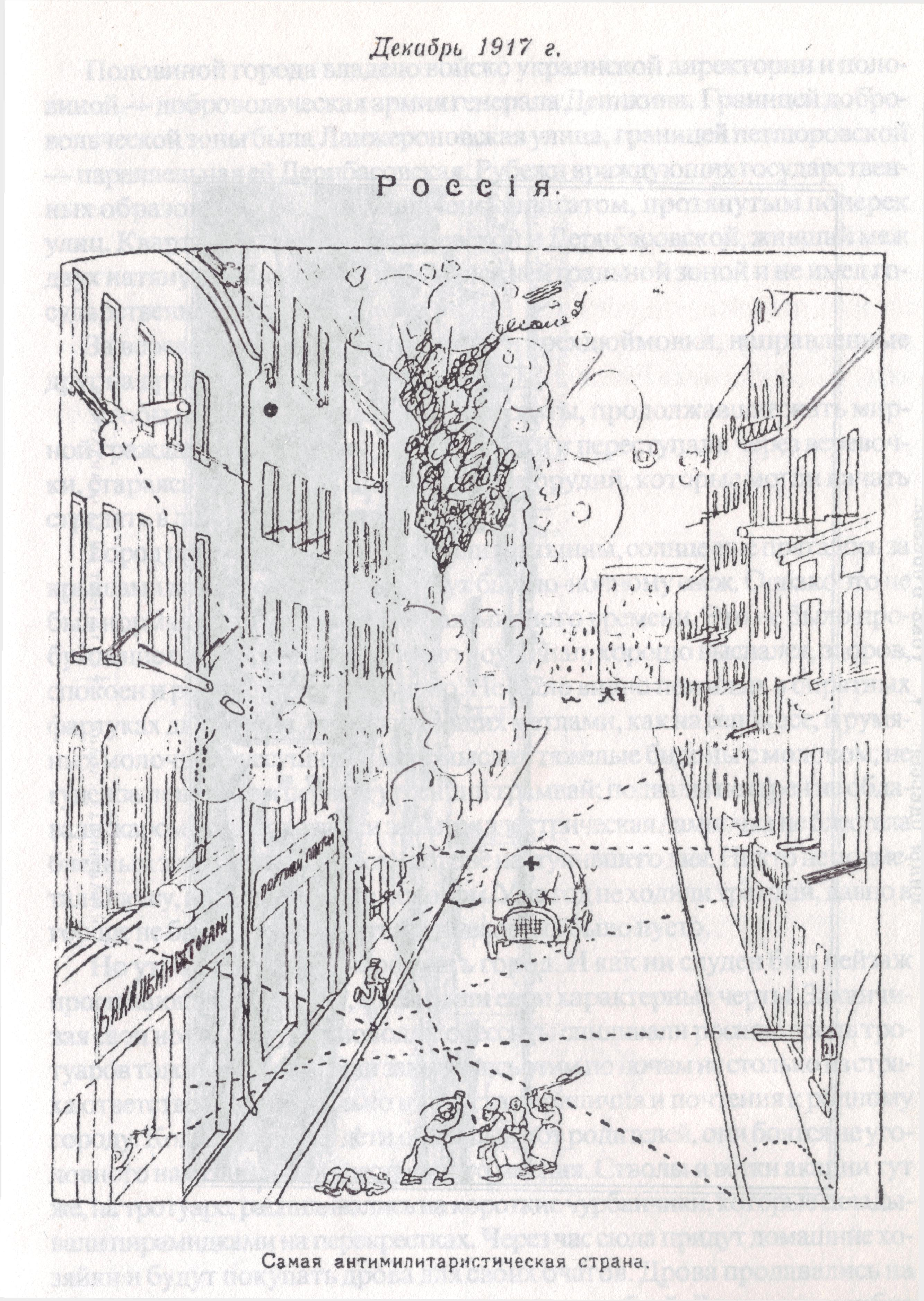
После декрета о мире: война у портового притона. Карикатура, 1917

Прито́н (устар. вертеп; блатн. хата) — место, где регулярно собираются люди с преступными или другими неблаговидными целями. Обычно притонами становятся квартиры членов организованной преступной группировки, заброшенные стройки, заводы и склады. Притоны являются местом распространения наркотиков. Также притоны выполняют функции укрытия или тайника, служат местом сборов (сходок) членов или главарей организованных преступных групп.

## Типы притонов
- Блатная малина — воровской притон.
- Бордель (публичный дом) — притон для занятия проституцией (он же притон разврата).
- Игорный притон — притон для участия в азартных играх (катран). Бывают жульнические катраны, в которых жертву под видом азартной игры обжуливают шулерскими приёмами нечестной игры, выжуливая у неё все деньги под видом, якобы жертва проиграла.
- Наркопритон — притон для употребления наркотиков или психоактивных веществ, пристанище для наркоманов и наркозависимых.
  - опиумные курильни — наркопритоны для курения опиума, имевшие[источник не указан 510 дней] распространение в Восточной и Юго-восточной Азии.
- Алкопритон — притон для распития спиртных напитков, пристанище для алкозависимых.
- Блатхата — притон в квартире/доме, преимущественно обеспеченного хозяина с криминальными связями.

## Наказание за организацию притонов
Уголовный кодекс Российской Федерации предусматривает уголовную ответственность за:
- «Организацию либо содержание притонов для потребления наркотических средств, психотропных веществ или их аналогов» — ст. 232 УК РФ[1]
- «…содержание притонов для занятия проституцией или систематическое предоставление помещений для занятия проституцией» — ст. 241 УК РФ[2][3].